# Fronteira Chade–Sudão
A fronteira entre Chade e Sudão é a linha que limita os territórios do Chade e do Sudão. É uma longa linha, que de norte para sul começa na tríplice fronteira dos dois estados com a Líbia, segue para sul pelo meridiano 24 E, divergindo para se tornar irregular, e termina no ponto similar com a República Centro-Africana. Divide os três estados federais sudaneses de Darfur Ocidental, Darfur do Sul e Darfur do Norte, das regiões chadianas de Borkou-Ennedi-Tibesti, Uadai e Uádi Fira.
A fronteira, encerrada durante o conflito entre Chade e Sudão, reabriu em abril de 2010.

## Ver também

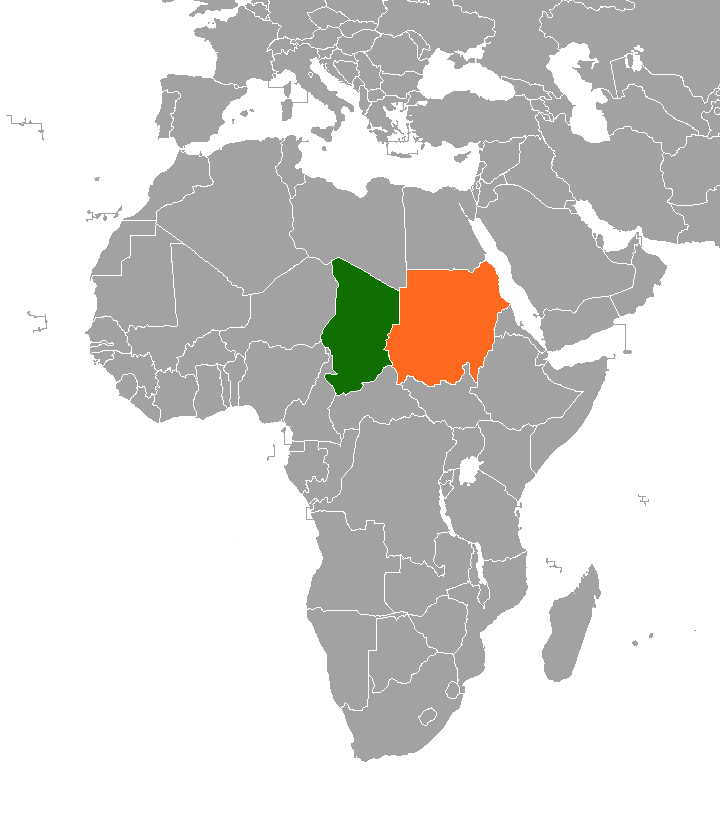
O Sudão e o Chade partilham uma longa fronteira